# Рекниц, Джек
Джек Рекниц или Яцк Рекниц, Яцек Рекниц (нем. Jack Recknitz, Jackie Recknitz, пол. Jack Recknitz, Jacek Recknitz, наст. имя Ханс-Иоахим Рекниц; 25 мая 1931 — 13 января 2013) — немецкий и польский актёр театра, кино и радио.

## Биография
Родился в театральной семье в Баден-Бадене. Актёрское образование он получил на актёрских курсах. В 1953 году сдал актёрский экзамен, а затем был актёром театров в разных городах ГДР (Аннаберг-Буххольц, Пархим, Баутцен, Карл-Маркс-Штадт). Дебютировал в кино в 1964. Он поселился в Польше в 1965 году. В 1966—1968 годах — работник Польского радио, а затем в 1967—1980 гг. — актёр Еврейского театра в Варшаве. В 1984 году он возвратился в Германию и по-прежнему выступал в польских и немецких фильмах. С 2008 года поселился в семейном Баден-Бадене, где и умер.

## Избранная фильмография
- 1964 — Минута молчания / Das Lied vom Trompeter — подпоручик с забинтованной головой
- 1969 — Я буду ждать в Монте-Карло / Czekam w Monte-Carlo — Джин Стотхард, водитель из Англии
- 1970 — Ловушка (фильм, 1970) / Pułapka — Вайс
- 1972 — На краю пропасти / Na krawędzi — майор
- 1976 — Последнее трио / Ostatnie takie trio — жених
- 1977 — Смерть президента / Śmierć prezydenta — Делагню, журналист
- 1977 — Кукла / Lalka (только во 2-й серии)
- 1978 — Жизнь, полная риска / Życie na gorąco (только в 6-й серии)
- 1979 — Доктор Мурек / Doktor Murek (только во 2-й серии)
- 1979 — Секрет Энигмы / Sekret Enigmy — Кнокс
- 1979 — Ария для атлета / Aria dla atlety — американский репортёр
- 1980 — Точки соприкосновения / Czułe miejsca — мужчина в кафе
- 1981 — Большой пикник / Wielka majówka — Джерри Лишка
- 1981 — Ва-банк / Vabank — немецкий спортивный комментатор
- 1982 — Отель Полан и его гости / Hotel Polan und seine Gäste — Симон Пельц
- 1996 — Экстрадиция 2 / Ekstradycja (только в 1-й серии)
- 1997 — Охранник для дочери / Sara — человек Юзефа
- 1998 — Алмаз смерти / The White Raven — инспектор Зелинский
- 2003 — Варшава / Warszawa — Карл
- 2008 — В добре и в зле / Na dobre i na złe — Эдвард Ллойд (в 330-й серии)
- 2010 — Миллион долларов / Milion dolarów — Веслав